# Subregió de Samsun
La subregió de Samsun (en turc: Samsun Alt Bölgesi) (TR83) és una subregió estadística NUTS de Turquia definida per Eurostat.

## Províncies
- Província de Samsun (TR831)
- Província de Tokat (TR832)
- Província de Çorum (TR833)
- Província d'Amasya (TR834)